# Oligonychus baipisongis
Oligonychus baipisongis är en spindeldjursart som beskrevs av Ma och Yuan 1976. Oligonychus baipisongis ingår i släktet Oligonychus och familjen Tetranychidae. Inga underarter finns listade i Catalogue of Life.